# Zheng Qinwen
Zheng Qinwen (Shiyan, Hubei, Kina, 8. listopada 2002.) kineska je tenisačica. Olimpijska je pobjednica u tenisu  u pojedinačnoj konkurenciji na Olimpijskim igrama u Parizu 2024. U finalu je pobijedila hrvatsku tenisačicu Donnu Vekić.
Zheng je počela igrati tenis sa sedam godina. Najbolje joj odgovaraju travnati tereni. Bila je jedna od najboljih juniorki u svom godištu i popela se na šesto mjesto juniorske svjetske ljestvice. Njezini najveći uspjesi kao juniorke uključuju pobjedu u konkurenciji parova na turniru Méditerranée Avenir Casablanca zajedno s Leom Ma 2017., kao i pobjede na dva turnira sljedeće godine. Iste godine stigla je i do finala Osaka Mayor's Cupa, gdje je izgubila od Clare Tauson. U pojedinačnoj konkurenciji juniorki na French Openu i US Openu izborila je plasman u polufinale 2019. godine.
Krajem 2017. Zheng je debitirala na ITF Women's Circuit, gdje je osvojila osam naslova u pojedinačnoj konkurenciji. Prvi put se pojavila na WTA Touru 2019. nakon što je dobila wildcard za kvalifikacije za WTA 1000 turnir u Miamiju, ali je eliminirana u prvom kolu. Godine 2020. osvojila je svoje prve naslove na ITF turneji, tri od četiri u kategoriji od 25.000 dolara. Sljedeće godine osvojila je svoju titulu na ITF turniru u Staré Splavyju vrijednom 60.000 dolara. Potom se u Palermu prvi put kvalificirala za glavni ždrijeb WTA turnira i odmah stigla do drugog kola pobjedom nad Ljudmilom Samsonovom.
Na početku sljedeće sezone Zheng je prvi put u Melbourneu stigla do WTA polufinala, ali je morala priznati poraz od Simone Halep. Zbog poboljšanja na svjetskoj ljestvici, Zheng se prvi put uspjela kvalificirati za Grand Slam turnir na Australian Openu koji je uslijedio. Nakon tri pobjede prošla je u glavno polje. Pobijedila je Aleksandru Sasnovič na početku prije nego ju je u drugom kolu eliminirala Maria Sakkari. Ipak, ovaj uspjeh omogućio je Zhengu da se pomakne među prvih 100 na svjetskoj ljestvici. Zatim je u Orlandu osvojila još jedan ITF naslov u kategoriji od 60.000 dolara.
Na Australian Openu 2024., Zheng je stigla do svog prvog Grand Slam finala pobijedivši Ashlyn Krueger, Katie Boulter, sunarodnjakinju Wang Yafan i Océane Dodin u meču koji je trajao 59 minuta. Postala je četvrta kineska igračica koja je stigla do polufinala Grand Slama i druga tenisačica u Open eri koja je došla do finala Australian Opena pobijedivši šest nepostavljenih protivnica nakon Sánchez Vicario 1995. godine. Kao rezultat toga, stigla je među prvih 10 na WTA ljestvici, kao druga kineska igračica kojoj je to pošlo za rukom nakon Li Na.
Osvojila je 3 WTA turnira: Palermo (2023. i 2024.) i Zhengzhou (2023.) te izgubila u još tri finala.